# رازبورای مرواریدی
رازبورای مرواریدی (نام علمی: Rasboroides vaterifloris)، که با نام‌های رازبورای آتشی و رازبورای فلاور نیز شناخته می‌شود، گونهای از کپورماهیان آب شیرین و بومی سریلانکا است. آنها در آب‌های کم‌عمق رودخانه‌های شفاف سایه‌دار با جریان کم و بستری از جنس سیلت یافت می‌شوند. رازبورای آتشی جاهایی از بستر آب که دارای بقایای فراوان برگ‌ها هستند را ترجیح می‌دهد. رژیم غذایی این گونه شامل بقایای پوسیده و حشرات است. طول این گونه می‌تواند به ۴ سانتیمتر (۱٫۶ اینچ) TL برسد. این ماهی در تجارت آکواریوم یافت می‌شود.

## بیشتر ببینید
فهرست ماهیان آکواریومی آب شیرین